# Ситрус-Спрингс (Флорида)
Ситрус-Спрингс (англ. Citrus Springs) — статистически обособленная местность, расположенная в округе Ситрус (штат Флорида, США) с населением в 4157 человек по статистическим данным переписи 2000 года.

## География
По данным Бюро переписи населения США статистически обособленная местность Ситрус-Спрингс имеет общую площадь в 55,17 квадратных километров, водных ресурсов в черте населённого пункта не имеется.
Статистически обособленная местность Ситрус-Спрингс расположена на высоте 29 м над уровнем моря.

## Демография
По данным переписи населения 2000 года в Ситрус-Спрингс проживало 4157 человек, 1333 семьи, насчитывалось 1834 домашних хозяйств и 2003 жилых дома. Средняя плотность населения составляла около 75,35 человек на один квадратный километр. Расовый состав населённого пункта распределился следующим образом: 93,70 % белых, 2,24 % — чёрных или афроамериканцев, 0,31 % — коренных американцев, 0,65 % — азиатов, 0,07 % — выходцев с тихоокеанских островов, 1,66 % — представителей смешанных рас, 1,37 % — других народностей. Испаноговорящие составили 5,46 % от всех жителей статистически обособленной местности.
Из 1834 домашних хозяйств в 20,1 % воспитывали детей в возрасте до 18 лет, 62,4 % представляли собой совместно проживающие супружеские пары, в 8,5 % семей женщины проживали без мужей, 27,3 % не имели семей. 23,3 % от общего числа семей на момент переписи жили самостоятельно, при этом 16,4 % составили одинокие пожилые люди в возрасте 65 лет и старше. Средний размер домашнего хозяйства составил 2,25 человек, а средний размер семьи — 2,61 человек.
Население статистически обособленной местности по возрастному диапазону по данным переписи 2000 года распределилось следующим образом: 18,0 % — жители младше 18 лет, 4,2 % — между 18 и 24 годами, 18,6 % — от 25 до 44 лет, 22,9 % — от 45 до 64 лет и 36,3 % — в возрасте 65 лет и старше. Средний возраст жителей составил 54 года. На каждые 100 женщин в Ситрус-Спрингс приходилось 88,4 мужчин, при этом на каждые сто женщин 18 лет и старше приходилось 85,8 мужчин также старше 18 лет.
Средний доход на одно домашнее хозяйство статистически обособленной местности составил 29 758 долларов США, а средний доход на одну семью — 35 000 долларов. При этом мужчины имели средний доход в 27 143 доллара США в год против 18 686 долларов среднегодового дохода у женщин. Доход на душу населения статистически обособленной местности составил 29 758 долларов в год. 5,0 % от всего числа семей в населённом пункте и 7,8 % от всей численности населения находилось на момент переписи населения за чертой бедности, при этом 11,4 % из них были моложе 18 лет и 4,1 % — в возрасте 65 лет и старше.